# Doudouisme
Le doudouisme est une expression péjorative pour qualifier un mouvement littéraire faisant usage d'une représentation convenue, dans la littérature française, de la réalité de la France d'outre-mer, en particulier des Antilles françaises.

## Caractéristiques
Le doudouisme se caractérise par sa propension à ne retenir de ses territoires que leurs manifestations les plus exotiques, retournant au lecteur des descriptions pleines de clichés mais satisfaisantes d'un point de vue métropolitain,,,,,,,,,,,. Le terme est aussi utilisé pour qualifier les arts, notamment les chansons, auxquels sont faits les mêmes reproches,. On peut notamment citer Adieu foulard, adieu Madras.